# Kasteel van Linkebeek
Het Kasteel van Linkebeek is een kasteel in de Vlaams-Brabantse plaats Linkebeek, gelegen aan de Kasteelstraat 26.

## Geschiedenis
Een voorloper van dit kasteel is het Kasteelhof dat langs een handelsweg lag. In 1646 was dit het verblijf van de heer, Jan Albert van den Winkele, welke de rechtspraak over Linkebeek kocht. In 1665 was er sprake van een speelhuys, wat vermoedelijk een kasteeltje was. De laatste vrouwe van Linkebeek was Maria Barbara Josepha de Man de Speelhoven en zij stierf in 1796, het jaar waarin tevens het feodale stelsel ten einde kwam.
Na nog enkele wisselingen van eigenaars kwam het goed omstreeks 1860 aan de staatsman Jules Joseph d'Anethan. Hij liet het oude kasteel in 1868 afbreken en vormde het om tot oranjerie. Een nieuw kasteel werd oostelijk van het oude gebouwd waarbij het domein nog werd uitgebreid.
In 1935 kwam het goed in bezit van graaf Roland d'Oultremont. In 1966 werd het domein onder diens kinderen verdeeld waarbij op het domein nog twee villa's verrezen.